# Caroline Zhang

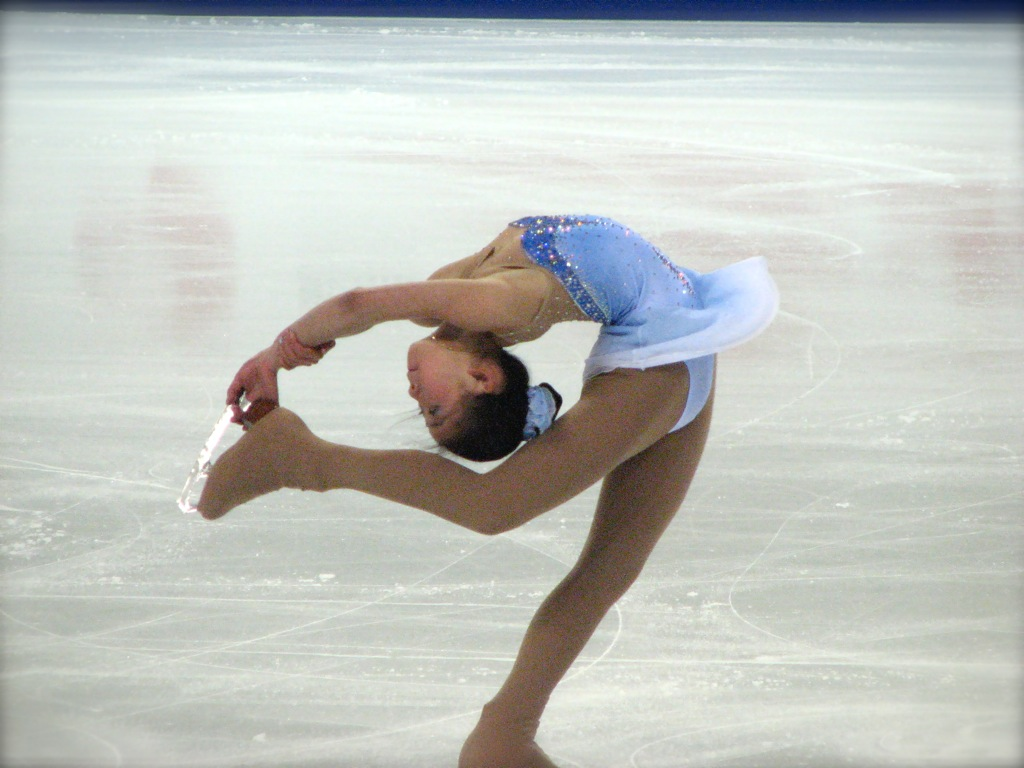
Caroline Zhang beim Grand Prix 2007

Caroline Zhao Zhang (* 20. Mai 1993 in Boston, Massachusetts) ist eine US-amerikanische Eiskunstläuferin chinesischer Abstammung. Sie lebt und trainiert in Kalifornien. Ihre Trainerin war bis Ende der Saison 2009/10 Li Mingzhu, die schon die Weltmeisterin von 1995, Chen Lu, betreute. Seit der Saison 2010/11 trainiert sie bei Tammy Gambill in Riverside (Kalifornien).
Caroline Zhang wurde 2007 in Oberstdorf Juniorenweltmeisterin. Ihr Markenzeichen ist die „Perlmuschelpirouette“ (Pearl), eine Zwischenform von Biellmann- und Himmelspirouette, die extreme Biegsamkeit erfordert.

## Erfolge/Ergebnisse
| Wettbewerb/Wintersaison         | 2005/06 | 2006/07 | 2007/08 | 2008/09 | 2009/10 | 2010/11 | 2011/12 | 2012/13 | 2013/14 |
| ------------------------------- | ------- | ------- | ------- | ------- | ------- | ------- | ------- | ------- | ------- |
| Juniorenweltmeisterschaften     | –       | 1       | 2       | 2       |         |         |         |         |         |
| Vier-Kontinente-Meisterschaften | –       | –       | –       | 4       | 3       |         | 3       |         |         |
| Skate America                   | –       | –       | 3       | –       | –       | 9       | 6       | –       | 10      |
| Skate Canada                    | –       | –       | –       | 5       | 8       | –       | –       | 9       |         |
| Cup of Russia                   | –       | –       | –       | –       | –       | –       | –       | 10      |         |
| Trophée Eric Bompard            | –       | –       | –       | 3       | 4       | –       | –       |         |         |
| Cup of China                    | –       | –       | 2       | –       | –       | –       | –       | –       |         |
| NHK Trophy                      | –       | –       | –       | –       | –       | 7       | –       | –       |         |
| US-Meisterschaften              | 8 J     | 2 J     | 4       | 3       | 11      | 12      | 4       | 11      |         |
| Junioren-Grand-Prix-Finale      | –       | 1       | –       | –       | –       | –       | –       | –       |         |
| Grand-Prix-Finale               | –       | –       | 4       | –       | –       | –       | –       | –       |         |

- J = Junioren